# Liga de Fútbol Femenino (Panamá)
La Primera División Femenina de Panamá o la Liga de Fútbol Femenino (LFF)  es la máxima competición futbolística para mujeres en Panamá. Está bajo la dirección de la Liga Panameña de Fútbol y se disputa en dos torneos anuales llamados, Apertura y Clausura.

## Inicios
Fue creada en 2017 por la Federación Panameña de Fútbol (FEPAFUT), con el objetivo de establecer una nueva liga con la visión de ser la máxima competición de esta índole que permita el desarrollo continuo en las diferentes partes del país y conformar las mejores selecciones nacionales.
El sábado 24 de junio del 2017 se puso en marcha la primera edición de esta competición con la participación de ocho equipos. 
Los participantes fueron, SD Atlético Nacional, Chorrillo FC (a partir del 2018 cambió su nombre a CD Universitario), San Francisco FC, El Brujas F.C., Academia FMS, Sporting SM, Universidad Tecnológica UTP y Azuero FC. 
Fue desde entonces la FEPAFUT quien regulará y organizará el campeonato hasta el 2020.
Desde el 2021 está regulada por la Liga Panameña de Fútbol, ente independiente de la FEPAFUT y organizadora de las máximas competencias de fútbol en el país.
A partir de la Edición Apertura 2022 se hizo una expansión de la competición, a 16 equipos, teniendo oficialmente tanto los torneos femenino como masculino sus respectivos equipos representantes en cada categoría. Además, destacando el debut de tres equipos, Ciex Sports Academy, Herrera F.C. y Élite F.C. así como el regreso de CD Árabe Unido  al máximo torneo de fútbol femenino de Panamá.

## Antecedentes
Los primeros pasos de fútbol femenino en Panamá se dieron entre 1939 y 1941 con la Liga Católica disputada por colegios de señoritas. Sin embargo, fue todo ensayo. 
Para la década del '70 existieron equipos como, El Chorrillo, Barraza y Panamá Viejo; entre los torneos jugados resalta la Copa Fuerza Aérea Panameña (FAP) en 1972. Igualmente, de 1976 a 1980 se organizó la Liga Femenina de Panamá con la participación de conjuntos como, Atlético Panamá, Santa Ana, Bethania y Guardia Nacional. 
El balón volvió a rodar de 1991 a 1993 cuando se llevó a cabo la Liga Distritorial de Panamá que se jugaba en la cancha de El Chimborazo en Juan Díaz; en esas épocas el equipo de Panamá Viejo FC femenino era de los más conocidos. 
En 1996 nació por parte de jóvenes conocedores del deporte la Liga Superior de Fútbol Femenino (LSFF), y un año después se hizo el primer campeonato que tuvo como ganador a las Venus de Santa Ana. La competición que cambió de nombre a Liga Femenina de Fútbol duró hasta 2002. 
Ante la necesidad de afrontar compromisos en el ámbito de selecciones surgió la Asociación Nacional de Fútbol Femenino (ANAFUFE), respaldada por la FEPAFUT, y que se mantuvo desde 2003 hasta 2013, siendo sus primeros años toda sensación con sus campeonatos apertura y clausura.
Entre los conjuntos participantes estuvieron, el Club Deportivo Santa Ana, Navy Bay de Colón, Olympic SD, Chorrillo FC y SD Atlético Nacional. Sin obviar, a las protagonistas de la talla de Amarelis De Mera, Diana Valderrama, Lucrecia Bustamante, Mónica Franco, Raiza Gutiérrez, entre otras con notable participación.

## Licenciamiento de Clubes
De acuerdo con los lineamientos exigidos por FIFA y CONCACAF a partir del 2018 se estipuló que los equipos participantes fuesen de los clubes profesionales de la LPF y LNA. 
Por lo que en la segunda edición vieron acción 16 equipos que fueron SD Atlético Nacional, C.A.I., SD Panamá Oeste, Atlético Veragüense, Club Deportivo Universitario, San Francisco FC, Santa Gema FC, CD Plaza Amador.CD Centenario, Costa del Este FC, Colón C-3, Deportivo Árabe Unido, Tauro FC, Río Abajo FC, Sporting SM y Leones de América.

## Equipos participantes 2022
A continuación los equipos participantes con sus respectivas sedes.

### Equipos por provincias
| Provincia    | N.º | Equipos                                                                                                  |
| ------------ | --- | --- |
|              |     | |
| Panamá       | 7   | Alianza FC CIEX Sports Academy CD Plaza Amador Potros del Este SD Atlético Nacional Sporting SM Tauro FC |
| Panamá Oeste | 3   | CA Independiente Élite FC SD Panamá Oeste                                                                |
| Chiriquí     | 2   | CD Atlético Chiriquí Mario Mendez FC                                                                     |
| Coclé        | 1   | CD Universitario                                                                                         |
| Colón        | 1   | CD Árabe Unido                                                                                           |
| Herrera      | 1   | Herrera FC                                                                                               |
| Veraguas     | 1   | Veraguas United FC                                                                                       |
| Total        | 16  | |

| Nombre                | Sede             | Estadio                    | Capacidad |
| --------------------- | ---------------- | -------------------------- | --------- |
| Tauro FC              | Ciudad de Panamá | Luis Ernesto Tapia         | 720       |
| CD Universitario      | Penonomé         | Virgilio Tejeira           | 3 500     |
| CAI La Chorrera       | La Chorrera      | Agustín 'Muquita' Sánchez  | 3 500     |
| CD Plaza Amador       | Ciudad de Panamá | Maracaná                   | 5 500     |
| SD Panamá Oeste       | La Chorrera      | Agustín 'Muquita' Sánchez  | 3 500     |
| SD Atlético Nacional  | Ciudad de Panamá | Maracaná                   | 5 500     |
| Veraguas United FC    | Veraguas         | Rafael Rodríguez           | 350       |
| Potros del Este       | Ciudad de Panamá | Estadio Maracaná de Panamá | 5 500     |
| Mario Méndez FC       | David            | San Cristóbal              | 3 500     |
| Sporting SM           | San Miguelito    | Los Andes II               | 1 450     |
| Atlético Chiriquí     | David            | San Cristóbal              | 3 500     |
| Élite F.C.            | La Chorrera      | Agustín 'Muquita' Sánchez  | 3 500     |
| Herrera FC            | Chitré           | Los Milagros               | 1 000     |
| Deportivo Árabe Unido | Ciudad de Colón  | Armando Dely Valdés        | 4 000     |
| CIEX Academy          | Ciudad de Panamá | Eagles Stadium             | 300       |
| Alianza F.C.          | Ciudad de Panamá | Luis Ernesto Tapia         | 720       |

## Historial de Finales
| Año                     | Edición                 | Campeón                    | Resultados              | Subcampeón                 | Equipos                 |
| Liga de Fútbol Femenino | Liga de Fútbol Femenino | Liga de Fútbol Femenino    | Liga de Fútbol Femenino | Liga de Fútbol Femenino    | Liga de Fútbol Femenino |
| ----------------------- | ----------------------- | -------------------------- | ----------------------- | -------------------------- | ----------------------- |
| 2017                    | I                       | S.D. Atlético Nacional (1) | 4:2                     | Chorrillo F.C. (1)         | 8                       |
| Ap. 2018                | II                      | C.D. Universitario (1)     | 6:1                     | S.D. Atlético Nacional (1) | 16                      |
| Cl. 2019                | III                     | C.D. Universitario (2)     | 6:2                     | S.D. Atlético Nacional (2) | 16                      |
| Ap. 2019                | IV                      | C.D. Universitario (3)     | 3:2                     | Tauro F.C.(1)              | 16                      |
| 2020                    | V                       | S.D. Atlético Nacional (2) | 2:1                     | Tauro F.C.(2)              | 8                       |
| Ap. 2021                | VI                      | Tauro F.C. (1)             | 1:0                     | C.D. Plaza Amador (1)      | 12                      |
| Cl. 2021                | VII                     | Tauro F.C. (2)             | 2:1                     | C.D. Plaza Amador (2)      | 12                      |
| 2022                    | VIII                    | Tauro F.C. (3)             | 2:0                     | C.D. Plaza Amador (3)      | 16                      |
| Ap. 2023                | IX                      | Tauro F.C. (4)             | 3:1                     | Sporting SM (1)            | 16                      |
| Cl. 2023                | X                       | Desierto                   | Desierto                | Desierto                   | 10                      |
| Ap. 2024                | XI                      | Santa Fé FC (1)            | 4:0                     | CIEX Sports Academy (1)    | 10                      |
| Cl. 2024                | XII                     | Santa Fé FC (2)            | 1:0                     | Mario Méndez FC (1)        | 10                      |
| Ap. 2025                | XIII                    | Chorrillo FC (1)           | 1:0                     | Santa Fé FC (1)            | 10                      |

## Superfinales
| 2020-21 | I   | Tauro FC (1) | 4:1 | CD Universitario (1)                                                                                             |
| 2021-22 | II  | Tauro FC se coronó campeón de los torneos Clausura 2021 y torneo 2022.                                           | Tauro FC se coronó campeón de los torneos Clausura 2021 y torneo 2022.                                           | Tauro FC se coronó campeón de los torneos Clausura 2021 y torneo 2022.                                           |
| 2022-23 | III | Tauro FC se coronó campeón de los torneos 2022 y Apertura 2023.                                                  | Tauro FC se coronó campeón de los torneos 2022 y Apertura 2023.                                                  | Tauro FC se coronó campeón de los torneos 2022 y Apertura 2023.                                                  |
| 2023-24 | IV  | Santa Fé FC se coronó como único campeón del torneo Apertura 2024, ya que no se realizó el Torneo Clausura 2023. | Santa Fé FC se coronó como único campeón del torneo Apertura 2024, ya que no se realizó el Torneo Clausura 2023. | Santa Fé FC se coronó como único campeón del torneo Apertura 2024, ya que no se realizó el Torneo Clausura 2023. |
| 2024-25 | V   | Chorrillo FC | 3:0 | Santa Fé FC |

Notas:
- El campeón de la Superfinal clasificaba solamente a la Copa Interclubes UNCAF hasta la temporada 2022-23.
- Desde la temporada 2023-24 el campeón también se clasifica a la Copa de Campeones de la Concacaf.

## Títulos por equipo
| Club                    | Títulos | Subtítulos | Años campeón                  | Años subcampeón         |
| ----------------------- | ------- | ---------- | ----------------------------- | ----------------------- |
| Tauro F. C.             | 4       | 2          | (A)2021, (C)2021, 2022, 2023. | (A)2019, (C)2020.       |
| C. D. Universitario     | 3       | 0          | (A)2018, (C)2019, (A)2019.    |                         |
| S. D. Atlético Nacional | 2       | 2          | 2017, 2020.                   | (A)2018, (C)2019.       |
| Santa Fé F. C.          | 2       | 1          | (A)2024, (C)2024.             | (A)2025.                |
| Chorrillo F. C.         | 1       | 1          | (A)2025.                      | 2017.                   |
| C. D. Plaza Amador      | 0       | 3          |                               | (A)2021, (C)2021, 2022. |
| CIEX Sports Academy     | 0       | 1          |                               | (A)2024.                |
| Mario Méndez FC         | 0       | 1          |                               | (C)2024.                |

## Títulos por provincia
| Provincia | Títulos | Títulos                                                                    | Subtítulos | Subtítulos                                                                                              |
| --------- | ------- | -------------------------------------------------------------------------- | ---------- | --- |
| Panamá    | 8       | Tauro FC (4), SD Atlético Nacional (2), Santa Fe FC (1), Chorrillo FC (1). | 9          | CD Plaza Amador (3), SD Atlético Nacional (2), Tauro FC (2), Chorrillo FC (1), CIEX Sports Academy (1). |
| Coclé     | 3       | CD Universitario (3).                                                      | 0          | |
| Chiriquí  | 0       |                                                                            | 1          | Mario Méndez FC (1).                                                                                    |